# Lavatorium

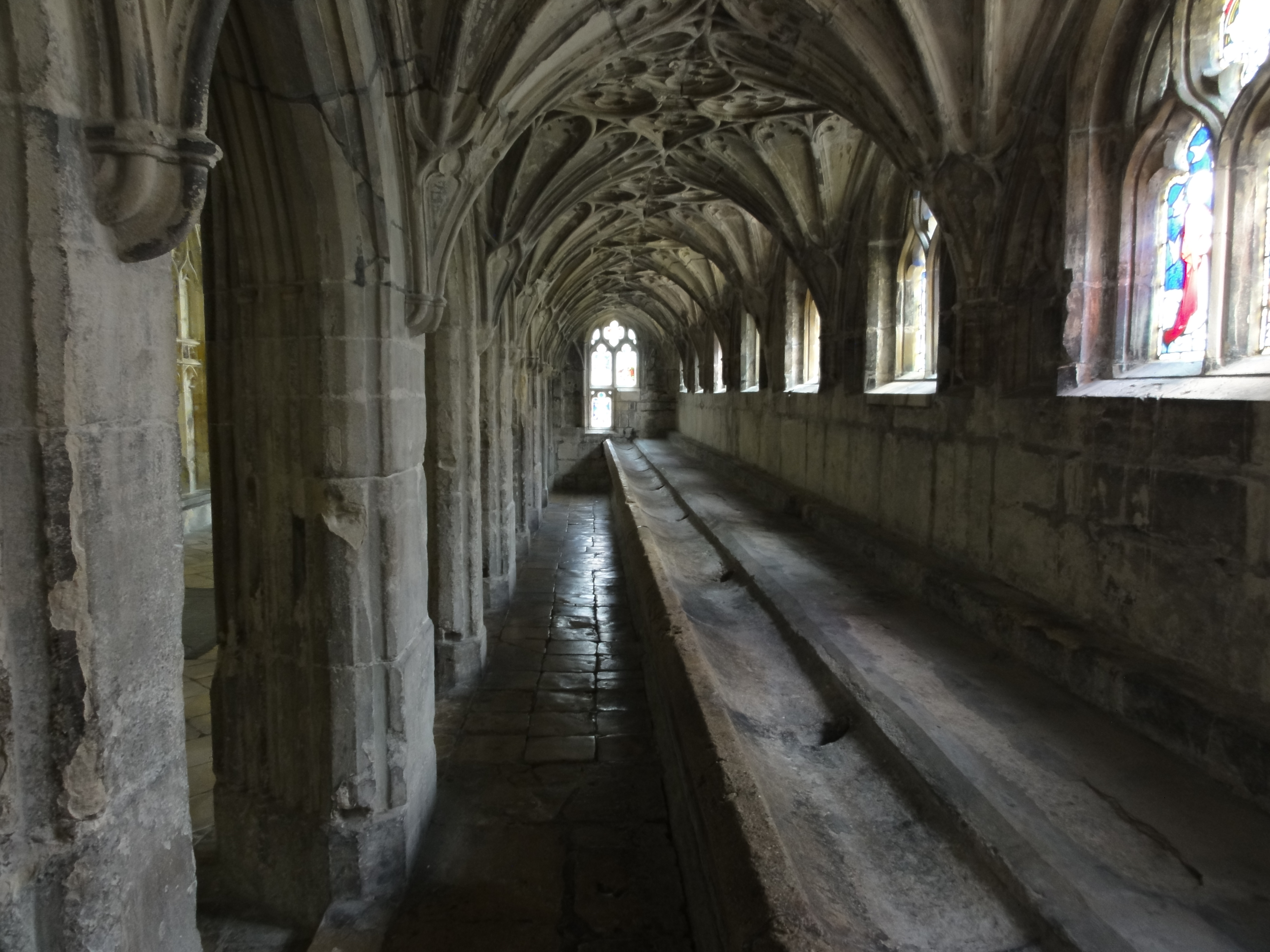
Lavatorium del XIV secolo presso la cattedrale di Gloucester

Un lavatorium (dal latino lavare, "lavare", pl. lavatoria), a volte tradotto in italiano come "lavatoio", è l'area comune di lavaggio in un monastero, particolarmente in un edificio monastico medievale o in una cattedrale con un chiostro.

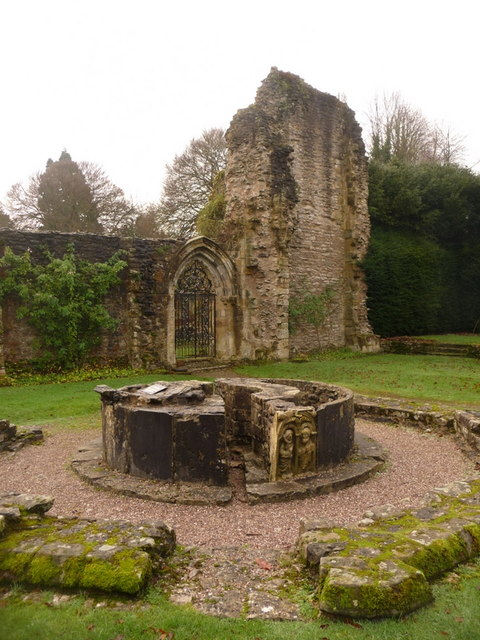
Rovine del lavatorium ottagonale nel convento di Wenlock

Tutti gli ordini monastici richiedevano di lavarsi le mani prima dei pasti, perciò il lavatorium era adiacente al refettorio, o contro un muro del chiostro con un lungo bacino in una trincea, o come edificio isolato con un bacino circolare od ottagonale al centro. Un esempio del primo tipo, risalente al XIV secolo, sopravvive presso la cattedrale di Gloucester, ed ha vicino un armadio per gli asciugamani. Presso la cattedrale di Durham, il lavatorium era un edificio quadrato con un bacino circolare che fu sostituito nel 1432-33 con uno di marmo. Presso il convento di Wenlock, il lavatorium ottagonale, ora in rovina, era decorato con pannelli intagliati del tardo XII secolo, incluso uno raffigurante Gesù con gli apostoli presso il Mare di Galilea. C'erano a volte rubinetti; nel convento di Wenlock, l'acqua sgorgava da teste di animali montate sul pilastro centrale.
L'acqua corrente era fornita attraverso tubi di piombo, e dove c'erano rubinetti erano di bronzo, sebbene nella maggior parte dei casi in questi accessori di metallo siano stati rimossi dopo la dissoluzione dei monasteri. Gli asciugamani dei monaci erano tenuti vicino in armadi chiamati aumbries (derivato dal latino classico armarium o dal latino medievale almarium). Il refettorista era responsabile per tenere pulito il lavatorium e assicurare che contenesse sabbia e una cote perché i monaci potessero affilare i loro coltelli, e per cambiare gli asciugamani due volte la settimana.

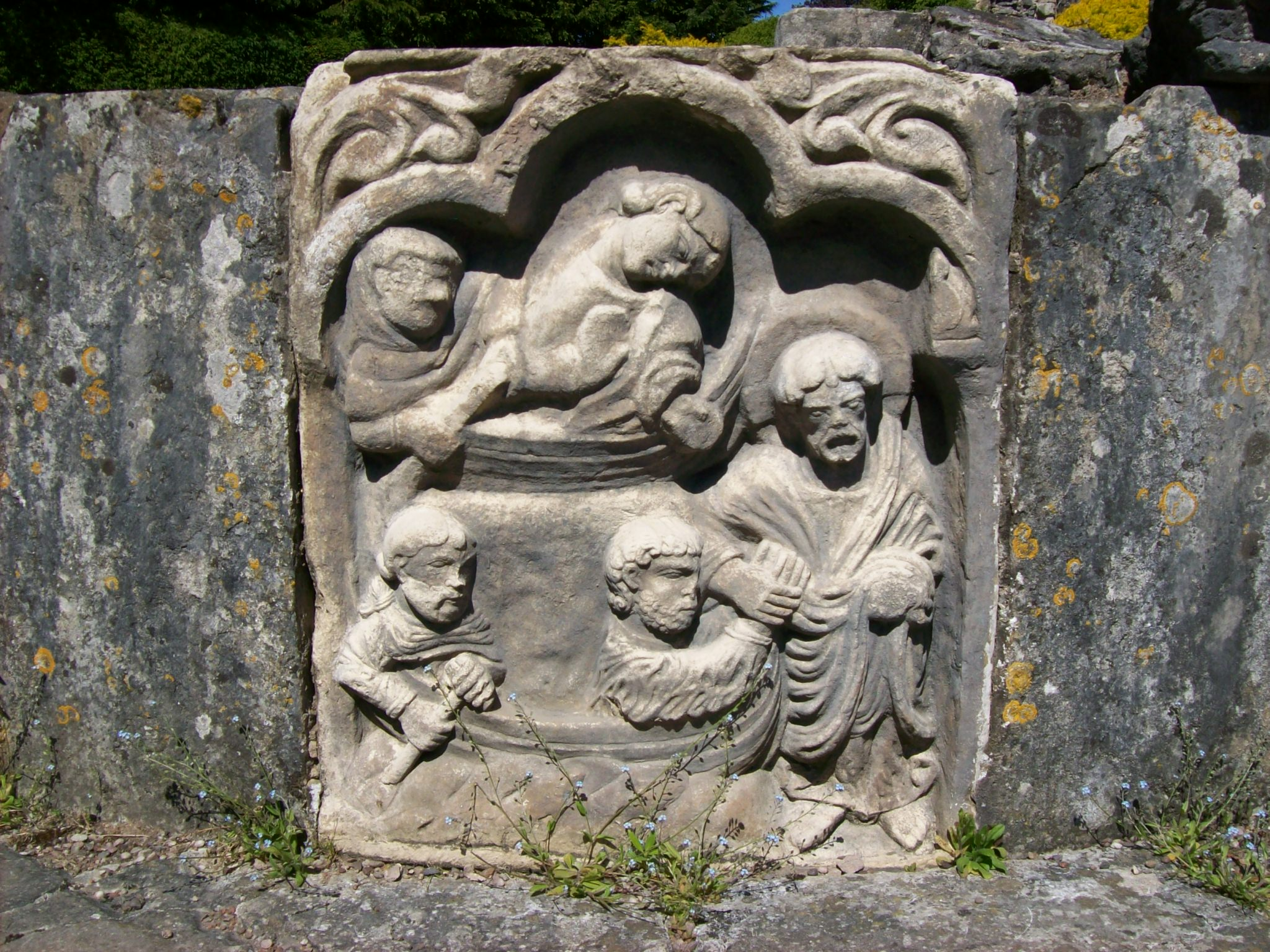
Gesù chiama i pescatori; incisione del XII secolo dal lavatorium nel convento di Wenlock
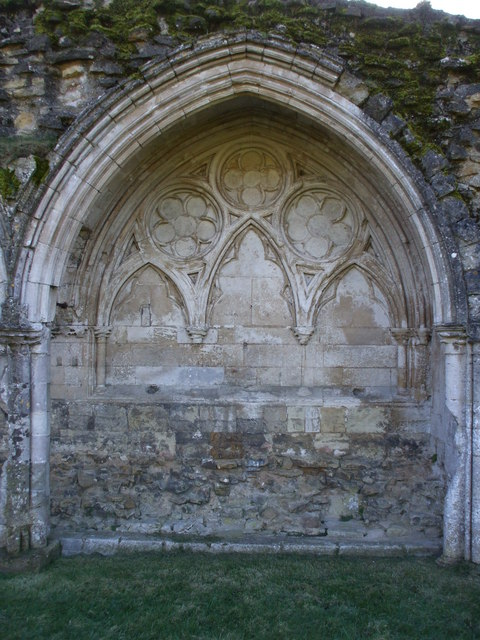
Arcata nell'ex lavatorium, convento di Kirkham (XII–XIII secolo)
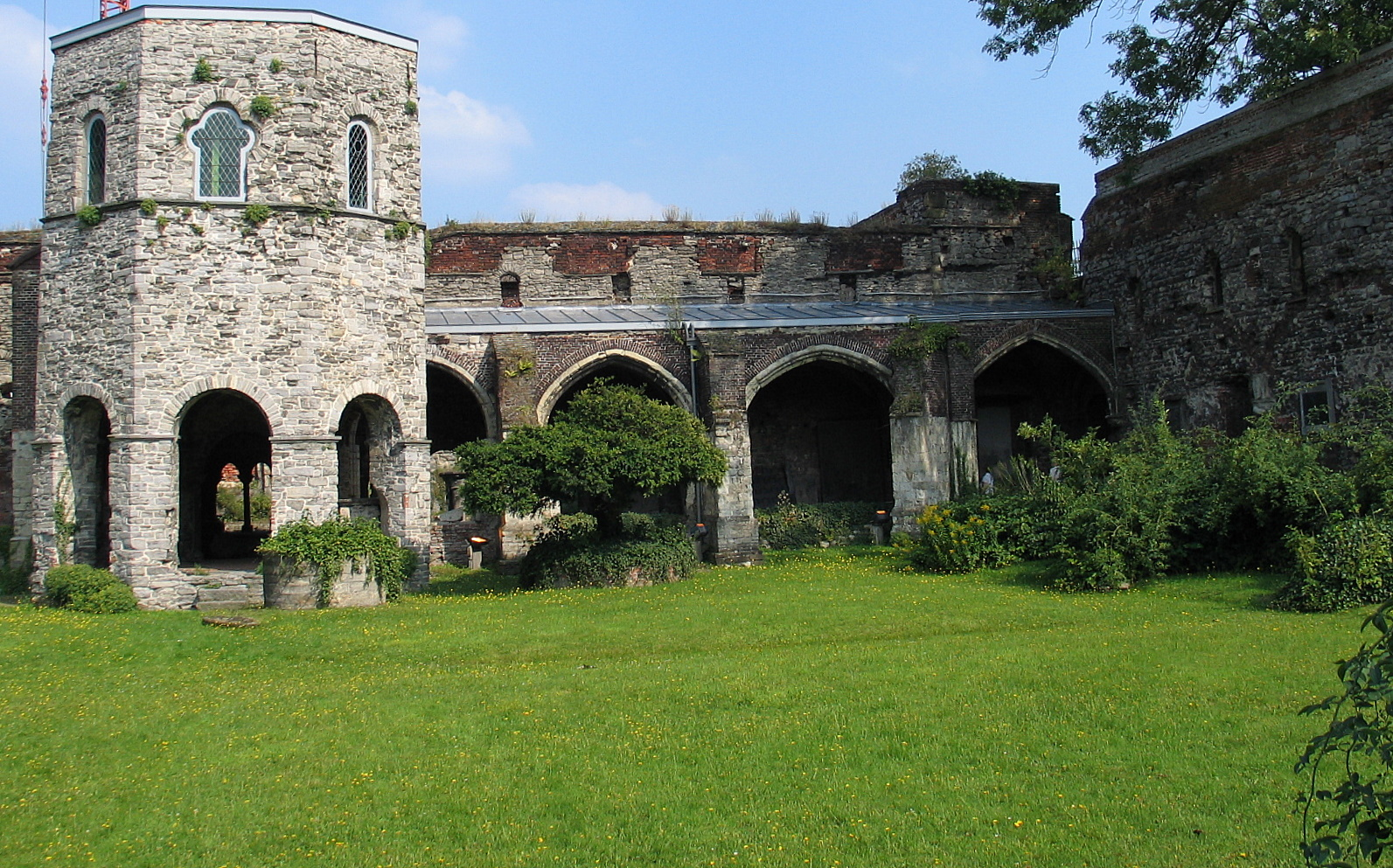
Lavatorium nell'abbazia di san Bavone, Gand
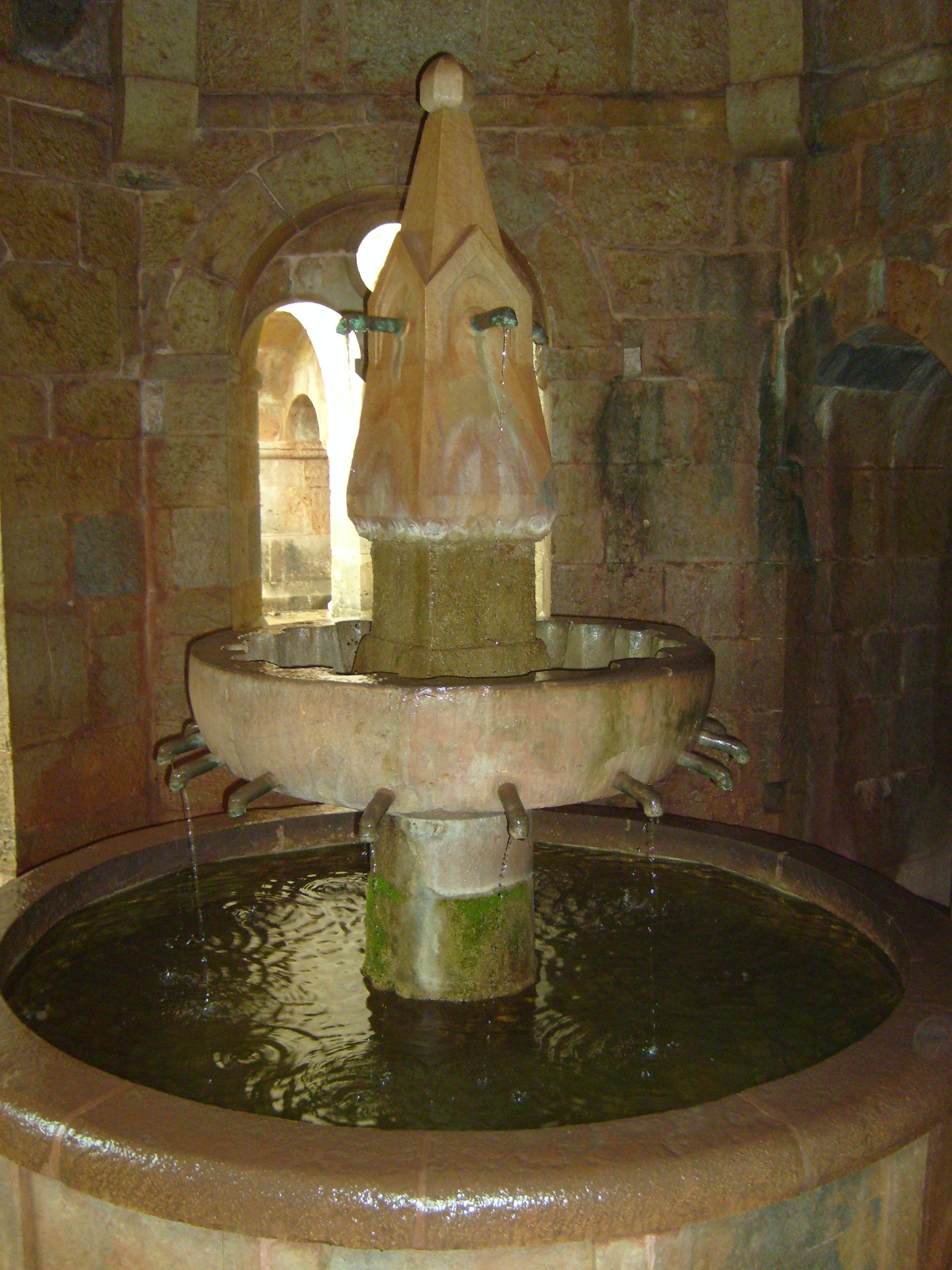
Llavatorium del XII secolo nell'abbazia di Le Thoronet
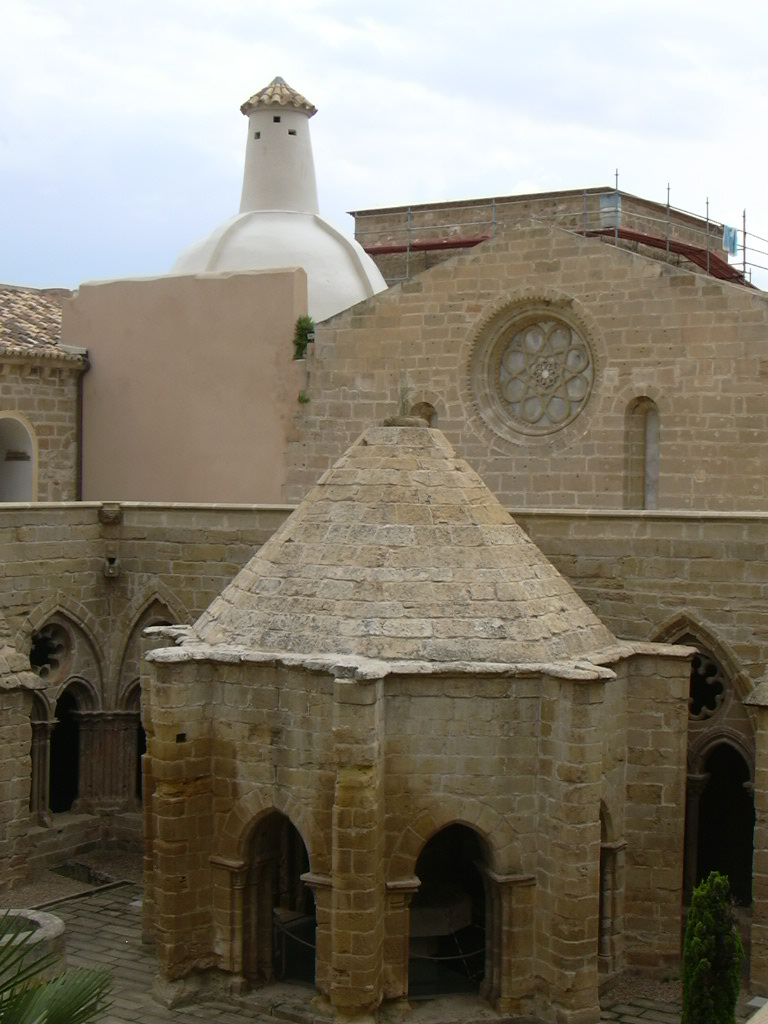
Lavatorium del XIII secolo nell'abbazia di Rueda
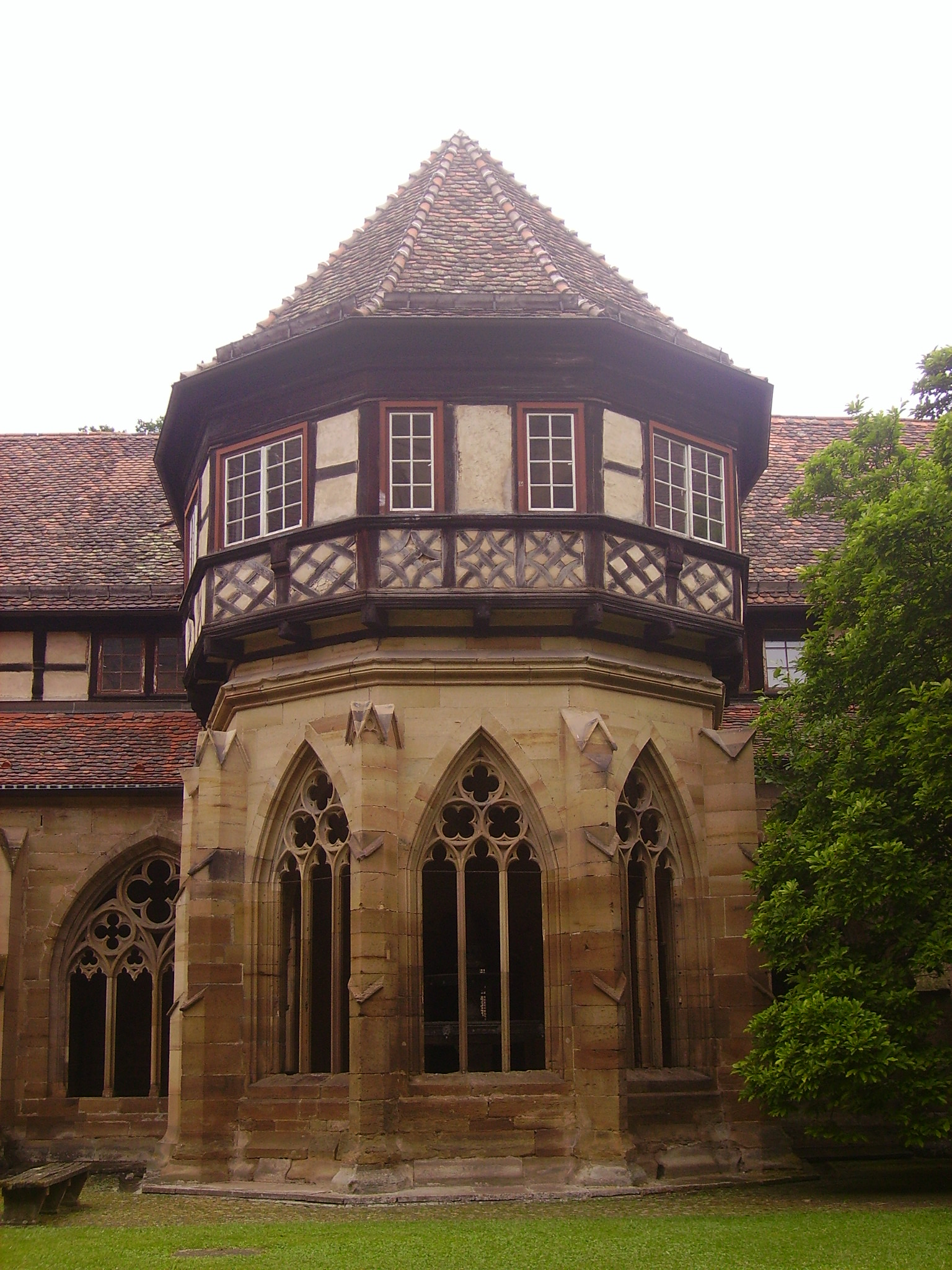
Lavatorium nel monastero di Maulbronn, esterno
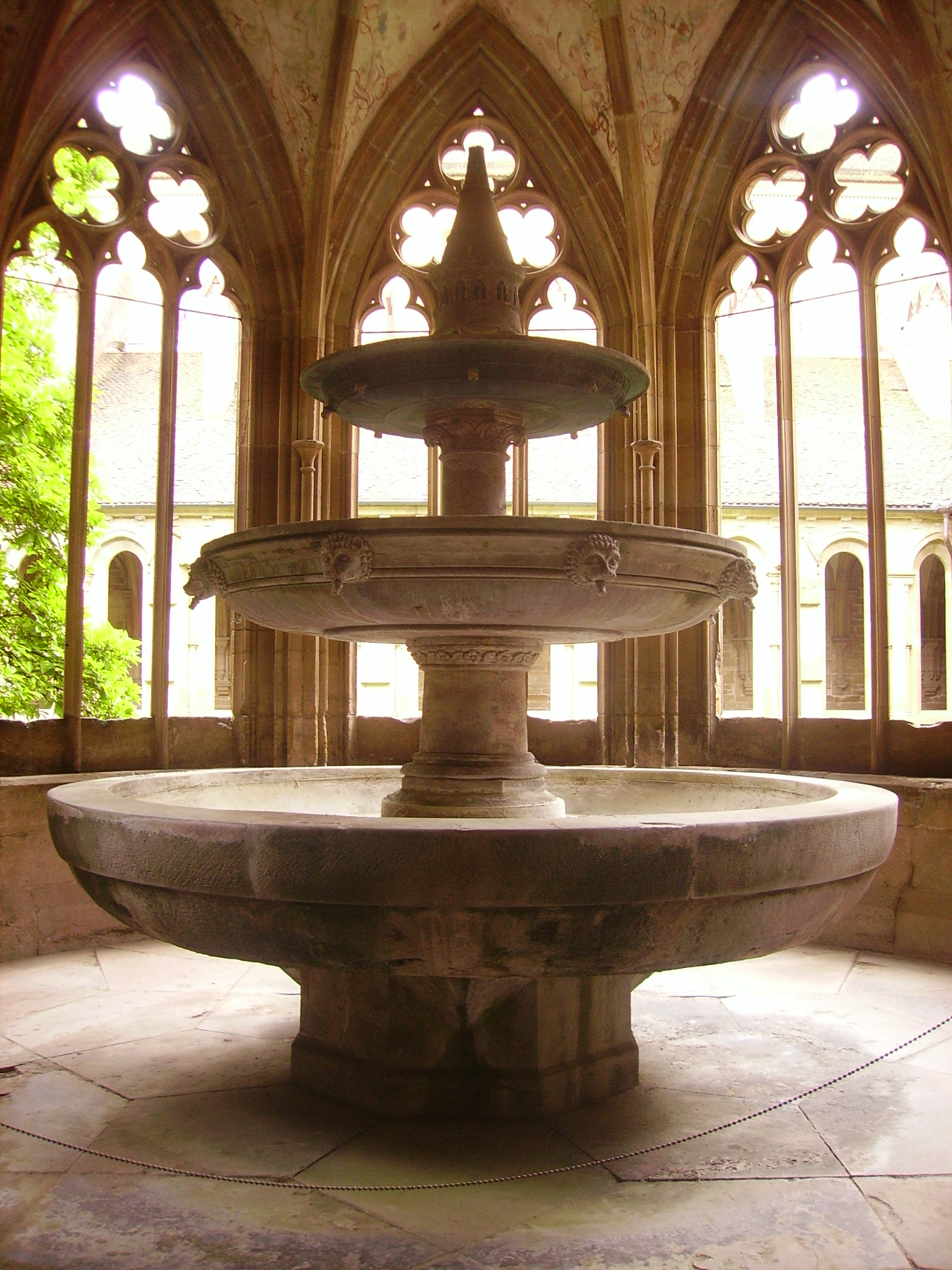
Lavatorium nel monastero di Maulbronn, esterno
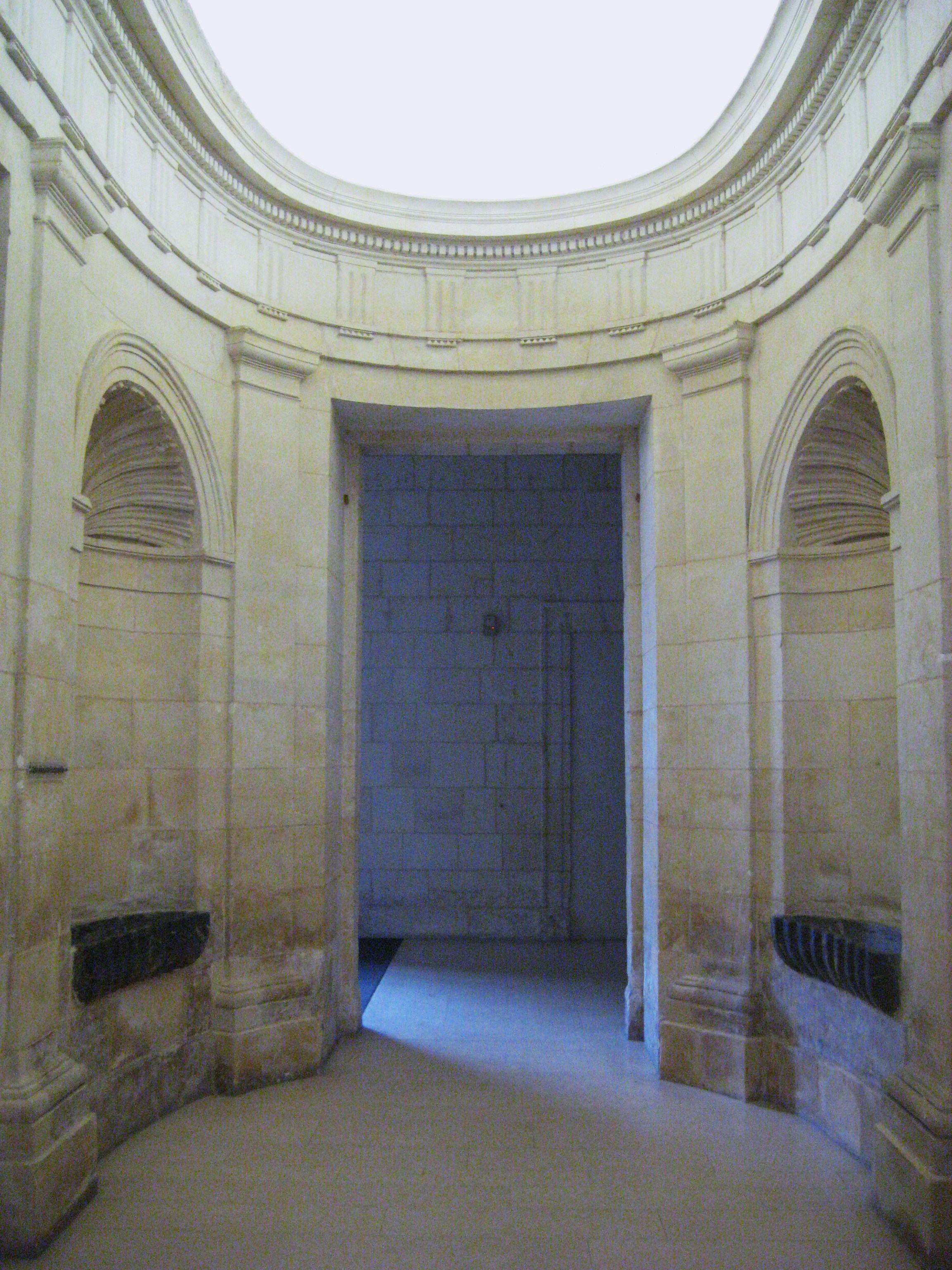
Lavatorium nell'abbazia delle donne a Caen